# Miles Davis Quintet

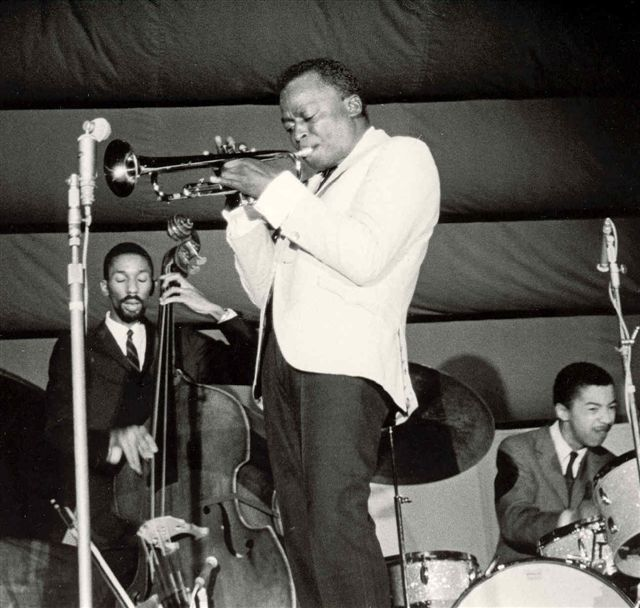
Uma das primeiras apresentações do "Segundo Grande Quinteto" em Antibes, em julho de 1963. Da esquerda para a direita: Ron Carter, Davis e Tony Williams.

O Miles Davis Quintet (Quinteto de Miles Davis), foi um quinteto de jazz, formado em 1955, por Miles Davis. O quinteto era composto por John Coltrane (saxofone tenor), Red Garland (piano), Paul Chambers (contrabaixo), Philly Joe Jones (bateria) e Miles Davis (trompete). Embora à data da sua formação a maioria dos seus membros fossem desconhecidos, para o público em geral, aqueles tornaram-se nomes importantes no mundo do jazz.
No início de 1955, Miles Davis tinha deixado de tomar heroína, e é neste ano que interpreta a sua versão de Round Midnight, um standard do jazz, de Thelonious Monk, no Festival de Jazz de Newport. É contratado pela Columbia Records, o que lhe permitirá formar uma banda. 
No entanto, Miles tinha um contrato com a editora Prestige Records, que o obrigava a gravar mais quatro trabalhos; e, entre 1955 e 1956, acabaria por gravar cinco, em apenas dois dias, em Maio de 1956, por Rudy Van Gelder.
Devido ao consumo de drogas, a formação do grupo sofreu diversas alterações, levando a que Miles Davis abandonasse o quinteto em 1957.
O grupo continuou a trabalhar com Davis nos anos seguintes, gravando o álbum Milestones, em 1958, que também incluía a participação de Cannonball Adderley, no saxofone alto. Embora o grupo nunca mais tenha trabalhado junto como quinteto, Paul Chambers, John Coltrane, e Cannonball Adderley continuariam a gravar com Miles Davis, até 1959. Um dos álbuns mais marcantes de Davis, e da música jazz, Kind of Blue, seria gravado neste ano.
O Miles Davis Quintet é habitualmente designado como o primeiro grande quinteto de Davis, para o distinguir do seguinte, entre 1964-1968, formado por of Herbie Hancock (piano), Ron Carter (contrabaixo), Tony Williams (bateria) e Wayne Shorter (saxofone tenor).

## Álbuns
- The New Miles Davis Quintet (1955)
- Relaxin' with the Miles Davis Quintet (1956)
- Cookin' with the Miles Davis Quintet (1956)
- Workin' with the Miles Davis Quintet (1959)
- Steamin' with the Miles Davis Quintet (1961)